# Легенда Бауле
Історична легенда, яка розкриває таємницю походження назви народу бауле. Легенда пов'язана із міграцією з Кумасі у другій половині XVIII ст. народу бауле до нових територій сучасної держави Кот-д'Івуар.
Велика група мігрантів асабу (одна з гілок народу бауле) спочатку нараховувала декілька тисяч осіб, а потім збільшилась в кілька разів. На чолі переселенців стояла правителька Поку. Народ швидко рухався по території Кот-д'Івуару в західному напрямку, доки не зіштовхнувся з труднощями переправи через річку Комое. Згідно з переказами, Поку було передбачено, що вона зможе переправитись через річку зі своїми підданими та заручитись схильністю богів в тому разі, якщо принесе в жертву свого єдиного сина. Королева вимушена була згодитись і під час церемонії вигукнула: «Баулі!» (з мови бауле дитина мертва). Це слово в дещо трансформованій формі, бауле, стало назвою для одного з найчисленніших народів Кот-д'Івуару.
Після переправи на правий берег Комое колона мігрантів розділилась. Одна їхня частина попрямувала на північ і осіла в районі Мбахіакро, інша група мігрувала в східному напрямку, покинувши кордони Кот-д'Івуару. Найчисленніший загін, на чолі з Поку, продовжував рухатись спочатку на південь (у напрямку Тіасале), потім повернув на північний захід, відтісняючи сенуфо та малінке. Загін зайняв в центральній частині простору область навколо Буаке. На цих землях виникло державне утворення, центром якого вже при наступниці Поку — Акуа Боні стало місто Сакасу. За назвою цього поселення вся територія, на яку наслідники Поку поширили свою владу, стала називатись Королівством Сакасу.